# Lophocolea mollis
Lophocolea mollis là một loài Rêu trong họ Lophocoleaceae. Loài này được (Nees) Gottsche, Lindenb. & Nees mô tả khoa học đầu tiên năm 1845.